# کدرمرغان
کدرمرغان یا مرغان کدر (نام علمی: Tityridae) نام یک تیره از راسته گنجشک‌سانان است.